# Holsteini ló
A holsteini ló Észak-Németország Schleswig-Holstein tartományából származó fajta, de Németország más szövetségi államában is tenyésztik.
Európa csaknem valamennyi országában a lovassportokban egyeduralkodó és nemesítő.

## Története
A legrégebbi melegvérű fajták közé sorolják, eredetét egyesek a 13. század köré teszik, de valójában a 17.-19. században terjedt el szélesebb körben. 1735-ben 13 holsteini ménnel kezdődött a cellei ménösszpontosító állomás működése. Ebben az időben a holsteini lótenyésztés volt a legnagyobb melegvérű tenyészkörzet Európában. A 19. században az európai lótenyésztésben nagy változások történtek, előtérbe került az angol telivér az addigi fajtákkal szemben. A nehézlovassági lófajtákkal szemben megnőtt a könnyed, kitartó, mozgékonyabb fajták iránti igény. A közlekedési hálózat általános fejlődése a személyforgalom megnövekedésével, a lóvontatású járművek elterjedésével járt. A postakocsilovak óriási követelményeknek voltak kitéve, mint a feltűnő ügetőmozgás, acélkemény pata és az óriási tüdőkapacitás. Ezek az óriási követelmények új típusú lovakat kívántak, így indult meg az angol telivér, a cleveland bay és az abból származó yorkshire coach lovak importja. Az új tenyésztési célnak megfelelő lovat angol telivérek és anglo-normann lovak felhasználásával állítják elő. A fajta előállításánál rendkívül fontos volt a holstein-i kanca családok módszeres kialakítása. A kancacsaládokhoz minden egyes csődör és nemzetközi sportló egy bizonyos kiválasztási szisztéma alapján kerülhet csak. Ehhez a kiválasztáshoz minden kül- és belföldi információt felhasználtak. A holsteini kancavonalat 4-től 8900-ig terjedő számokkal jelölik és ezek tartalmazzék a tenyészméneket is. Kiváló irodalom ennek tanulmányozásához Claus Schribbe Holsteiner kanca törzsek (Holsteiner Stutenstaemme), című könyve, ami ezt a folyamatot írja le aprólékos részletességgel.
Ma a holsteini lovak tenyésztőinek egyesülete Elmshornban található. Az ugrótechnika növelése céljából a tenyésztéshez francia lovakat is felhasználtak. A leghíresebb vérvonal alapító Cor de la Bruyére, akit a holsteini tenyészet legfontosabb átörökítőjeként tartanak számon. A német ugrólótenyésztésben vezető szerepe van a fajtának, évente mintegy 3400 csikó születik a ménesben.

## Jellemzői

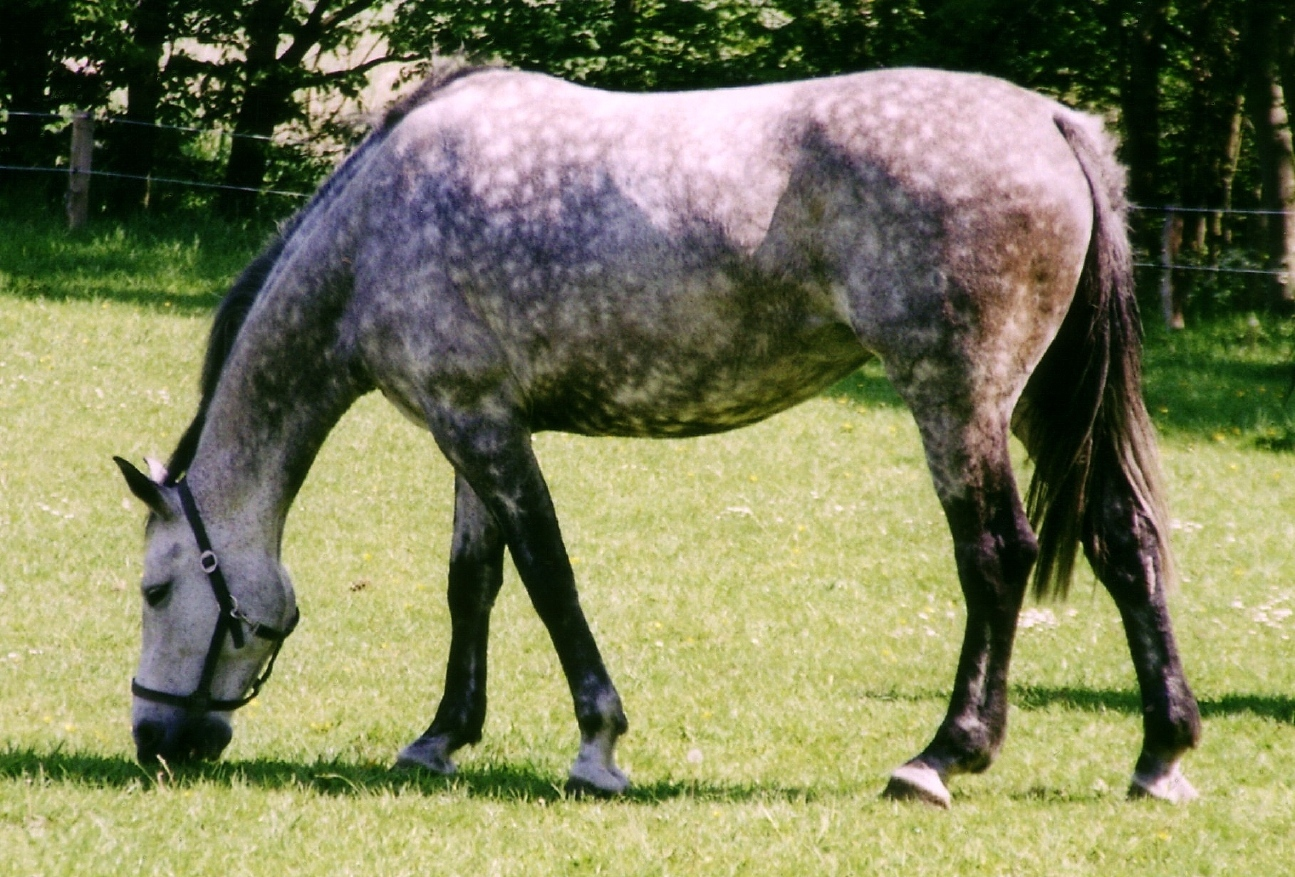
Holsteini almásderes ló

Külleme sosem volt egységes, korszakonként némileg változott és a ménvonalak is jelentősen befolyásolták a megjelenési formáit. Testalkatára jellemző a félvér jellegű erős arányos test, nem túl kicsi, inkább nagy fej, hosszú jól illesztett nyak, laza tarkó. Háta közepesen hosszú, szabályos lábszerkezet, rövid szárak jellemzik. Mozgása laza, feltűnően térölelő, könnyen lovagolható.
Alapjármódja jó minőségű, intelligens, könnyen kezelhető, általában kitűnő ugróképességű fajta.
Marmagassága bottal mérve 165–170 cm között van, övmérete 185–190 cm, szárkörmérete 21-22,5 cm. A főtörzskönyvbe csak a 160 cm magasság feletti kancák és a 162 cm magasság feletti fiatal mének kerülhetnek bele. Színe pej, sötétpej, elég sok jeggyel, a tarka fajtából kizáró oknak számít. A sárga szín nagyon ritka, a Németországban jegyzett holsteini mének között.

## Hasznosítása
Szívós, erős, ruganyos mozgása és térölelő léptei miatt díjugratásra akadályugrásra használható kitűnő sportló. Hátaslóként és fogatban is jól hasznosítható. A fajta díjlovagló és összetett versenyeken is bizonyított, ezért Európa szerte elterjedt sportlóvá vált.